# The Rip Tide
The Rip Tide – trzeci album studyjny projektu Beirut. Oficjalna data ukazania się albumu to 30 sierpnia 2011, jednak ze względu na wyciek do internetu w serwisie iTunes pojawił się on 2 sierpnia 2011. Pierwszym singlem promującym płytę był utwór "East Harlem".

## Lista utworów
1. "A Candle's Fire" - 3:19
2. "Santa Fe" - 4:14
3. "East Harlem" - 3:59
4. "Goshen" - 3:20
5. "Payne's Bay" - 3:48
6. "The Rip Tide" - 4:26
7. "Vagabond" - 3:19
8. "The Peacock" - 2:26
9. "Port of Call" - 4:21